# Donji Budački
 Donji Budački  falu Horvátországban, Károlyváros megyében. Közigazgatásilag Krnjakhoz tartozik.

## Fekvése
Károlyvárostól 14 km-re délre, községközpontjától  4 km-re északra a Kordun területén, a Radonja bal partján fekszik.

## Története
A település annak a Goricainak (de Gorica) is nevezett  Budacski családnak a nevét viseli, akik a 15. század végén települtek a Lika vármegyei Budak vidékéről a Kulpa mentére. A családot a 14. században említik először. Legelső itteni ismert tagjuk Budacski György még Mátyás király idejében kapta meg Buču birtokát Topuszka apátjától. Ezután egyre több Kulpa menti és Túrmezei birtokot szereztek meg. Budácski vára a 16. század elején került a birtokukba. A vár abban az időben a vidék egyik legjövedelmezőbb uradalmával rendelkezett, a sorozatos török támadások következtében azonban fokozatosan elnéptelenedett. A katonai határőrvidék hadereje többször kelt harcra a területre betört fosztogató ellenséggel. Egy ilyen csata során esett Ferhat boszniai pasa fogságába 1575. szeptember 22-én Budacski vára alatt a határőrvidék császári parancsnoka Herbert Auersperg generális. 1578. január 11-én magát a várat is nyolcszáz török gyalogos rohamozta meg. 1585-ben a török felgyújtotta a vár alatti településeket, de Budacski György még évekig sikeresen védelmezte a várat. 1596-ban már maga a vár is török kézre került, amit kilencven évi török uralom követett. Budacski várát 1686-ban foglalta vissza gróf Strassaldo károlyvárosi várparancsnok serege. Ezután teljesen felújították, és határvidéki katonaságot helyeztek el benne. A kipusztult horvát lakosság helyére már 1685-ben megkezdődött a szerb betelepülés. Csak ebben az évben Gornji és Donji Budački vidékére 284 szerb család érkezett 2784 lélekkel. A betelepítés irányítói gróf Strassaldo és Orsich Ferenc voltak. 1690-ben amikor a törökök visszafoglalták Ipeket (Pec) Csarnojevics Arzén ipeki pátriárka vezetésével a szerbek újabb nagyobb csoportjai érkeztek az akkori magyar és horvát területekre, így erre a vidékre is. A korabeli források szerint a 18. század elején már fel is építették első fatemplomukat a várhegy tetejére, melyet még a század közepén kőtemplom váltott fel. 1777-ben Donji Budački már a felsőkarlováci ortodox szerb püspökség egyik protopesbiteriátusának székhelye. A településnek 1857-ben 179, 1910-ben 293 lakosa volt. Trianon előtt Modrus-Fiume vármegye Vojnići járásához tartozott. A második világháború idején a püspökség templomainak többségéhez hasonlóan a donji budački Szent Péter és Pál kolostortemplomot is felgyújtották és lerombolták. A papokat, szerzetesek és híveket elüldözték vagy meggyilkolták. Donji Budački közelében Ivanić Jarakon az usztasák 380 pravoszláv szerbet mészároltak le. A háború után a kommunista hatóságok minden módon akadályozták a lerombolt templomok újjáépítését. A nehézségek ellenére Simeon püspök és Dušan Puškar pópa állhatatosságának köszönhetően 1963-ra sikerült befejezni és felszentelni az újjáépített Szent Péter és Pál templomot. A délszláv háború idején 1995-ben megindult a horvát hadseregnek a szakadár krajinai szerb köztársaság területei elleni támadása, mely során a szerb lakosság menekülésre kényszerült, templomaikat és kolostoraikat pedig aláaknázták és felrobbantották. Erre a sorsra jutott a donji budački kolostortemplom is, melyet kiraboltak és leromboltak. Az első kis számú visszatérő még az 1990-es években hozzákezdett az újjáépítéshez, majd a későbbi években a korábbi lakosság többsége visszatért. 2007-ben Gerasim felsőkarlováci püspök felszentelte az újjáépített templomot és újra megindult a hitélet a településen. 2011-ben a falunak 137 lakosa volt.

## Lakosság
| Lakosság változása | Lakosság változása | Lakosság változása | Lakosság változása | Lakosság változása | Lakosság változása | Lakosság változása | Lakosság változása | Lakosság változása | Lakosság változása | Lakosság változása | Lakosság változása | Lakosság változása | Lakosság változása | Lakosság változása | Lakosság változása |
| ------------------ | ------------------ | ------------------ | ------------------ | ------------------ | ------------------ | ------------------ | ------------------ | ------------------ | ------------------ | ------------------ | ------------------ | ------------------ | ------------------ | ------------------ | ------------------ |
| 1857               | 1869               | 1880               | 1890               | 1900               | 1910               | 1921               | 1931               | 1948               | 1953               | 1961               | 1971               | 1981               | 1991               | 2001               | 2011               |
| 179                | 229                | 201                | 246                | 288                | 293                | 319                | 356                | 371                | 265                | 228                | 189                | 173                | 191                | 149                | 137                |

## Nevezetességei
- Budacski várából mára szinte semmi sem maradt, mivel 1845-ben az alapokig lebontották. Csekély  maradványai a  falu közelében emelkedő hegyen találhatók meg. Egy 1609-ből fennmaradt rajz szerint várnak négyszögletes alaprajza volt. A négyszögletes lakótornyot övező falat két kisebb, egy nagyobb félköríves, valamint egy négyzetes torony erősítette. A lakótorony földszintjén istállók voltak,  az első emeleten lakószobák voltak a konyhával és élelmiszer raktárral. A második emeleten volt a várkapitány lakása.
- Szent Péter és Pál apostolok tiszteletére szentelt kolostortemploma új épület.
- A településen kívül, a Loskunja-erdő szélén egy csontház fölé emelt emlékmű található.[4] A magas, egyszerű téglalap alakú sztélé formájú emlékmű, fekete gránit táblára írt felirattal, tetején ötágú csillaggal betonból készült. Az emlékművet alacsony kerítéssel vették körül. Korabeli források szerint a sírban fekszenek az 1941. július 29-én meggyilkolt azon áldozatok földi maradványai, akiket az usztasák az Ivanović-jarakban öltek meg. Az itt fekvő összes embert a Vrginmostból Krnjakba vezető úton és magában Krnjakban fogták el.